# 乡郡
乡郡，中国南北朝时设置的郡。
石勒分上党郡置武乡郡，后罢。北魏延和二年（433年）改武乡郡置乡郡，治所在乡县（今山西省榆社县北三十里社城镇）。辖境相当今山西榆社县、武乡县、沁县、襄垣县、左权县等地，属并州。领四县，阳城、襄垣、乡、铜鞮。16210户，55961口。太和十五年（491年）郡治乡县迁治今山西省武乡县东十里故县乡，东魏、北齐沿置，北周改属潞州，乡郡下辖阳城县、乡县、铜鞮县。隋文帝开皇三年（583年）废乡郡，属县归潞州。